# 波罗的海空中警戒任务
波羅的海防空警備為北大西洋公約組織自2004年3月起對波羅的海三國（愛沙尼亞、拉脫維亞、立陶宛）進行的輪調任務，在當地執行戰機緊急起飛任務，為北約空中防空作業的一部分。

## 背景
2004年3月29日，波羅的海三國（愛沙尼亞、拉脫維亞、立陶宛）加入北大西洋公約組織，但是因為蘇聯解體之後造成的國家財政困難，因此這三國並沒有足夠資源維持空中武力，此地成為北大西洋公約組織在空防上的一個漏洞。
北約設立之際，整合了各國空中監控、攔截等業務實施加盟國的集體空中防禦體系，稱為北约快速反应警报（NATINADS），並且有快速反應警報機制替所有加盟國提供必要空防情資。有些西歐小國家雖然已經沒有空軍戰機編制，但受惠於NATINADS系統，仍然可取得必要的空防情資。反過來說，在盟邦內的國家即有必要加入這套系統。
為了填補空防缺口，北約各加盟國決定將國內的戰鬥機輪調至此地進行駐防，佈署需要的相關經費則由波羅的海三國支付；自2004年3月30日起，北約各國空軍駐紮於立陶宛希奥利艾机场，以三個月為單位輪調一次，駐防數量為4架戰鬥機以及50到100名地勤人員，任務為對無法識別的飛機進行攔截作業。該任務在2011年之前的佈署費用約為每年220萬歐元，到2015年之後約需要每年350萬歐元。

## 派遣國家
| 日期            | 國家         | 部署機種         | 資料來源     |
| --------------- | ------------ | ---------------- | ------------ |
| 2004年3月30日   | 比利時空軍   | F-16AM 戰隼      | [ 1 ]        |
| 2004年 7月1日   | 丹麥皇家空軍 | F-16AM 戰隼      | [ 2 ]        |
| 2004年10月30日  | 英國皇家空軍 | 龍捲風F.3        | [ 3 ]        |
| 2005年 1月1日   | 挪威皇家空軍 | F-16AM 戰隼      | [ 4 ]        |
| 2005年 3月30日  | 荷蘭皇家空軍 | F-16AM 戰隼      |              |
| 2005年 6月30日  | 德國空軍     | F-4幽靈II戰鬥機  | [ 5 ]        |
| 2005年10月12日  | 美國空軍     | F-16CJ 戰隼      | ,            |
| 2006年 1月1日   | 波蘭空軍     | MiG-29A支點      | [ 8 ]        |
| 2006年 3月31日  | 土耳其空軍   | F-16C 戰隼       | [ 9 ] [ 10 ] |
| 2006年 8月1日   | 西班牙空軍   | 幻象F-1戰鬥機    | ,            |
| 2006年12月1日   | 比利時空軍   | F-16AM 戰隼      | [ 12 ]       |
| 2007年 4月1日   | 法國空軍     | 幻象2000C        |              |
| 2007年 8月1日   | 羅馬尼亞空軍 | 米格21 槍騎兵C型 | [ 13 ]       |
| 2007年 11月1日  | 葡萄牙空軍   | F-16A 戰隼       | [ 14 ]       |
| 2007年 12月16日 | 挪威皇家空軍 | F-16AM 戰隼      | [ 15 ]       |
| 2008年 3月15日  | 波蘭空軍     | MiG-29A支點      | [ 16 ]       |
| 2008年 6月30日  | 德國空軍     | F-4F幽靈II       |              |
| 2008年 10月1日  | 美國空軍     | F-15鷹式         | [ 17 ]       |
| 2009年1月2日    | 丹麥空軍     | F-16AM 戰隼      | [ 18 ]       |
| 2009年5月1日    | 捷克空軍     | JAS 39獅鷲戰鬥機 |              |
| 2009年9月1日    | 德國空軍     | 颱風戰鬥機       |              |
| 2009年11月3日   | 德國空軍     | F-4F幽靈II       |              |
| 2010年1月4日    | 法國空軍     | 幻象2000C        |              |
| 2010年5月1日    | 波蘭空軍     | MiG-29A支點      |              |
| 2010年9月1日    | 美國空軍     | F-15鷹式         |              |